# Zahínos
Zahínos è un comune spagnolo di 2 979 abitanti situato nella comunità autonoma dell'Estremadura.